# Pige træd varsomt (album)
Pige, træd varsomt er det elvte studiealbum af den danske sangerinde og sangskriver Anne Linnet, der blev udgivet i 1995 via Pladecompagniet. Albummet opnåede en 8. plads på hitlisten, og modtog guld for 25.000 solgte eksemplarer.

## Spor
| #   | Titel                                         | Tekst                               | Musik                | Længde |
| --- | --------------------------------------------- | ----------------------------------- | -------------------- | ------ |
| 1.  | "Pige træd varsomt"                           | Ludvig Brandstrup                   | Kai Normann Andersen | 6:24   |
| 2.  | "Gå med i lunden"                             | Arvid Müller Børge Müller Dan Folke | Andersen             | 3:00   |
| 3.  | "Du gamle måne"                               | Brandstrup                          | Andersen             | 4:40   |
| 4.  | "Dit liv bugter sig"                          | PH                                  | Andersen             | 3:44   |
| 5.  | "En dag er ikke levet uden kærlighed"         | A. Müller B. Müller                 | Folke                | 3:32   |
| 6.  | "Jeg har elsket dig, så længe jeg kan mindes" | Mogens Dam                          | Andersen             | 3:42   |
| 7.  | "Kom og føl hvor mit hjerte banker"           | A. Müller B. Müller                 | Andersen             | 3:13   |
| 8.  | "Jeg har en ven"                              | Alfred Kjerulf                      | Andersen             |        |
| 9.  | "Du skal ikke gi' mig roser"                  | Epe                                 | Hans Jørgen Jensen   | 2:47   |
| 10. | "Jeg har forelsket mig, forelsket mig"        | B. Müller                           | Andersen             | 2:37   |
| 11. | "Du min Madonna"                              | Viggo Barfoed                       | Andersen             | 4:03   |

## Hitliste og certificering

### Ugentlige hitliste
| Hitliste (1995–96)     | Højeste placering |
| ---------------------- | ----------------- |
| Danmark (Album Top-40) | 8                 |

### Certificering
| Land (Organisation) | Certificering |
| ------------------- | ------------- |
| Danmark (IFPI)      | Guld          |